# Masaaki Furukawa
Masaaki Furukawa (古川 昌明 Furukawa Masaaki?), född 28 augusti 1968 i Chiba prefektur, är en japansk före detta fotbollsspelare.
Furukawa började sin karriär 1989 i Honda FC. 1990 flyttade han till Honda Luminozo Sayama FC. 1992 flyttade han till Kashima Antlers. 1998 blev han utlånad till Avispa Fukuoka. Han avslutade karriären 2000. Med Kashima Antlers vann han japanska ligan 1996, 1998, 2000, japanska ligacupen 1997, 2000 och japanska cupen 1997, 2000. 